# 1827
Het jaar 1827 is het 27e jaar in de 19e eeuw volgens de christelijke jaartelling.

## Gebeurtenissen
januari
- 5 - De Britse kroonprins Frederik van York sterft.

maart
- 9 - Een zevental notabele grondbezitters op de Noord-Veluwe krijgt toestemming van de regering om tussen Amersfoort en Zwolle de Zuiderzeestraatweg aan te leggen als tolweg.

april
- 2 - De Russische wijk van Potsdam, Alexandrowka, wordt feestelijk in gebruik genomen. Ze bestaat uit 17 houten huisjes met elk een flinke moestuin, die gebouwd zijn in opdracht van koning Frederik Willem III van Pruisen voor de ex-Franse krijgsgevangenen die als zangers zijn verbonden aan het 1e garderegiment.

juni
- 18 - In Rome wordt het concordaat tussen het Verenigd Koninkrijk der Nederlanden en Paus Leo XII ondertekend.

juli
- 4 - In de Amerikaanse staat New York krijgt een groot deel van de slaven van rechtswege hun vrijheid. Dit is in 1817 bepaald in een wet die was voorgesteld door de vertrekkende gouverneur Daniel Tompkins.

september
- 4 - Turku, de grootste stad van Finland, wordt door brand verwoest.
- 27 - Enkele import-Friezen richten het Provinciaal Friesch Genootschap ter Beoefening van Friesche Geschied-, Oudheid- en Taalkunde op.

oktober
- 20 - In de baai van Navarino vindt als onderdeel van de Griekse Onafhankelijkheidsoorlog tussen een Frans-Engels-Russische vloot en de Turkse-Egyptische vloot de Slag van Navarino plaats, die zorgt voor het einde van de Turkse overheersing in Griekenland.

november
- 18 - Opening van het Nederlandse Kanaal Gent-Terneuzen, dat de stad Gent een uitweg naar zee geeft.

december
- 3 - Het zeeschip Harmonie uit Hamburg vaart als eerste door het kanaal Gent - Terneuzen.

zonder datum
- Rusland verwerft Balkarië, zijn eerste gebied in de Noordelijke Kaukasus.
- Robert Brown ontdekt de brownse beweging als hij met zijn microscoop stuifmeelkorrels in water observeert.

## Beeldende kunst

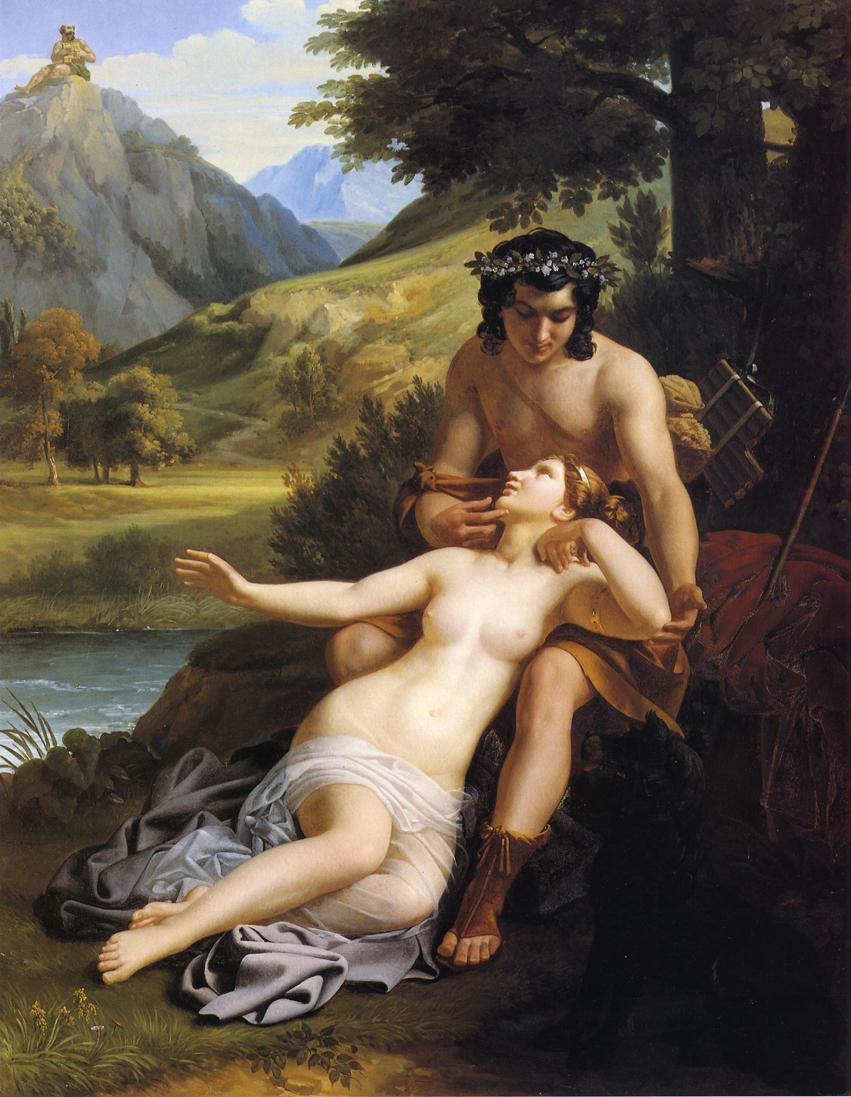
Acis and Galatea (1827), Alexandre Ch. Guillemot

## Bouwkunst

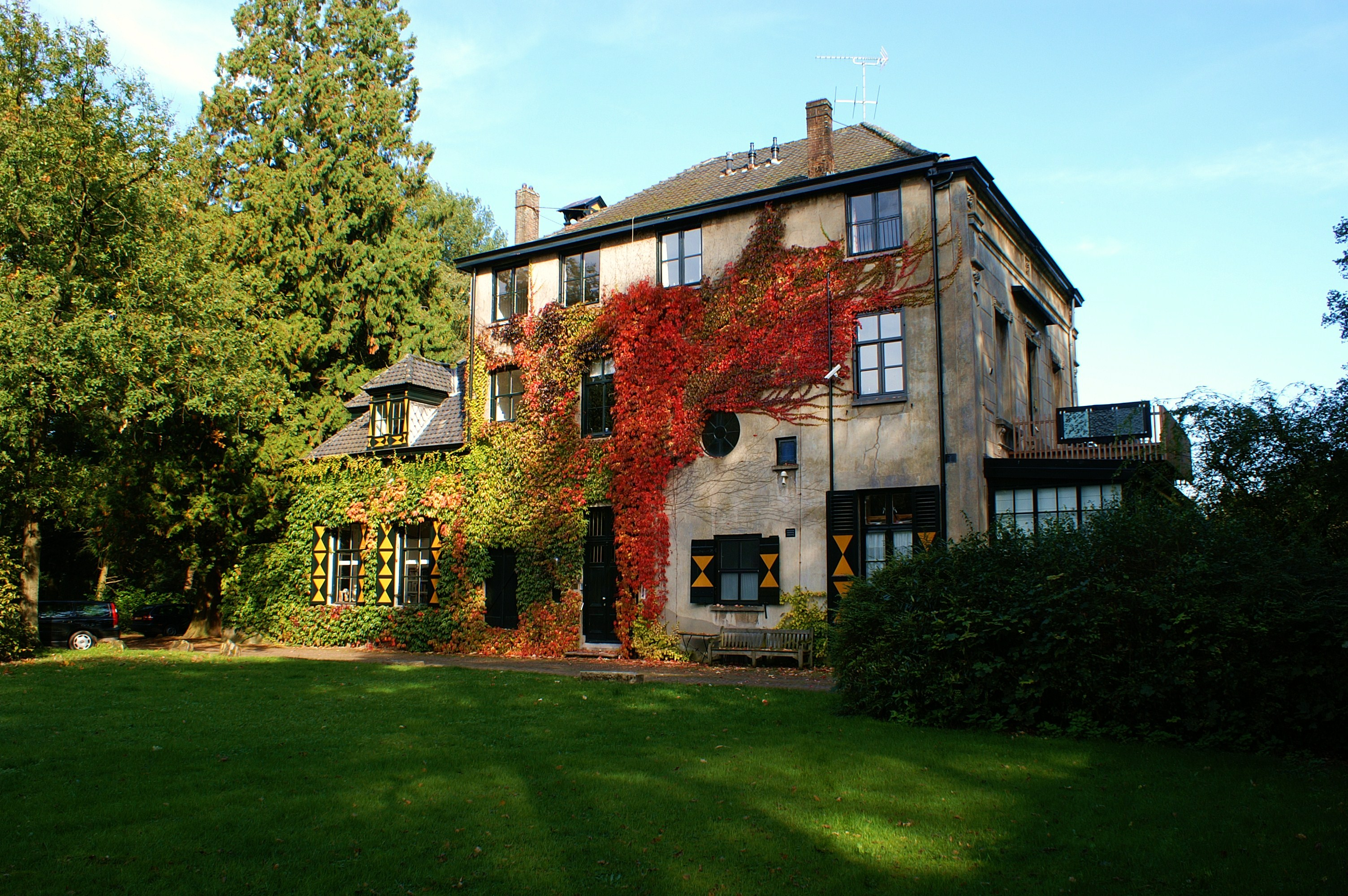
Den Eikenhorst, Esch (1827) J. Dony

## Geboren
februari
- 13 - Frederick Daniel Hardy, Engels kunstschilder (overleden 1911)
- 17 - Maria Francesca Rossetti, Engels schrijfster (overleden 1876)

maart
- 5 - Willem van Mecklenburg, Duits militair (overleden 1879)

april
- 2 - William Holman Hunt, Engels kunstschilder (overleden 1910)
- 10 - Lew Wallace, Amerikaans schrijver (overleden 1905)
- 28 - Samuel Senior Coronel, Nederlands sociaal geneeskundige (overleden 1892)
- 30 - Snowshoe Thompson, Noors-Amerikaans postbode-te-ski (overleden 1876)

mei
- 1 - Jules Breton, Frans kunstschilder (overleden 1906)
- 4 - John Hanning Speke, Brits ontdekkingsreiziger en officier (overleden 1864)
- 16 - Pierre Cuypers, Nederlands architect (overleden 1921)
- 11 - Meinard Tydeman, Nederlands politicus (overleden 1906)

juni
- 7 - Charles Eliza Adrien Dupré, Nederlands schaker (overleden 1907)
- 7 - Lodewijk Pincoffs, Nederlands zakenman (overleden 1911)
- 12 - Johanna Spyri, Zwitsers schrijfster (overleden 1901)
- 16 - Jan Hendrik Maronier, Nederlands predikant en publicist (overleden 1920)

juli
- 17 - Frederick Augustus Abel, Engels chemicus (overleden 1902)
- 24 - Anna Bergendahl, abolitioniste (overleden 1899)

augustus
- 20 - Charles De Coster, Belgisch Franstalig schrijver (overleden 1879)

september
- 1 - Jacob Jan Cremer, Nederlands schrijver, voordrachtskunstenaar en kunstschilder (overleden 1880)
- 28 - Douwe Casparus van Dam, Nederlands ontdekkingsreiziger en natuuronderzoeker (overleden 1898)

oktober
- 1 - Walter Deverell, Engels kunstschilder (overleden 1854)

december
- 26 - Étienne Léopold Trouvelot, Frans kunstschilder, astronoom en amateur-entomoloog (overleden 1895)

## Overleden
januari
- 21 - Adriaan van Bijnkershoek van Hoogstraten (49), Nederlands letterkundige, numismaticus en commissaris van Amsterdam

maart
- 5 - Pierre Simon Laplace (77), Frans wiskundige
- 5 - Alessandro Volta (82), Italiaans natuurkundige
- 26 - Ludwig van Beethoven (56), Duits componist

april
- 24 - Israel Pickens (47), Amerikaans politicus
- 27 - José Joaquín Fernández de Lizardi (50), Mexicaans schrijver

juli
- 8 - Robert Surcouf, Frans kaperkapitein uit Saint-Malo, (Bretagne)

oktober
- 30 - Henry Salt (47) Engels kunstenaar, diplomaat en egyptoloog

december
- 5 - Enrico Acerbi (42), Italiaans arts
- 15 - Helen Maria Williams (68), Brits schrijver